# 布瓦赫達山
13°14′38″N 38°13′04″E / 13.24389°N 38.21778°E

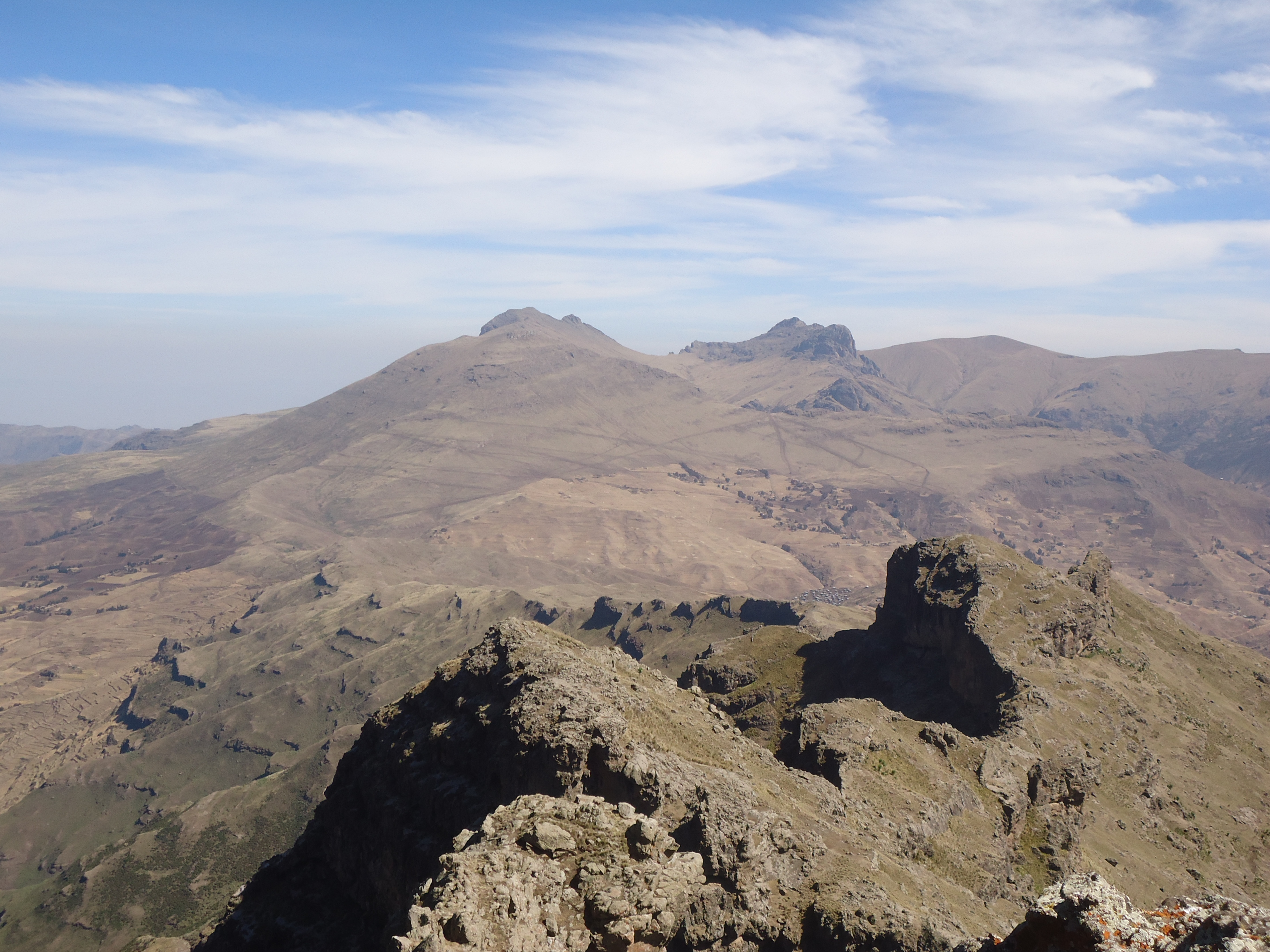

布瓦赫達山（Mount Bwahit），是埃塞俄比亞的山峰，位於該國西北部阿姆哈拉州，屬於塞米恩山脈的一部分，處於拉斯·達善峰以西16公里，海拔高度4,437米。